# Porphyrinia noctualis
Porphyrinia noctualis là một loài bướm đêm trong họ Noctuidae.